# Haklang
Haklang (nepalski: हेक्लाङ) – gaun wikas samiti w zachodniej części Nepalu w strefie Lumbini w dystrykcie Palpa. Według nepalskiego spisu powszechnego z 2001 roku liczył on 617 gospodarstw domowych i 3660 mieszkańców (1995 kobiet i 1665 mężczyzn).